# Hicham Benouzza
Hicham Benouzza, né le 21 mars 1991, est un coureur cycliste marocain.

## Biographie
En 2017, Hicham Benouzza se distingue lors du Tour de Côte d'Ivoire, où il remporte la dernière étape et termine septième du classement général. Il termine également deuxième du championnat arabe sur route, troisième du championnat du Maroc du contre-la-montre et quatrième du Tour du Faso.
En 2018, il se classe septième de la première édition du Tour international des Zibans, en Algérie.

## Palmarès
- 2017
  - 7e étape du Tour de Côte d'Ivoire
  -  Médaillé d'argent du championnat arabe sur route
  - 3e du championnat du Maroc du contre-la-montre

## Classements mondiaux
| Année           | 2016 | 2017 |
| --------------- | ---- | ---- |
| UCI Africa Tour | 86e  | 37e  |